# Erich von Bock und Polach
Erich Kurt Albert von Bock und Polach (* 13. Oktober 1911 in Hamburg; † 2. März 1979 in Bremen) war ein deutscher Offizier und Polizeipräsident bei der Polizei in Bremen.

## Biografie
Von Bock und Polach stammte aus dem meißnischen Uradelsgeschlecht Bock und Polach und war der zweitälteste Sohn von Kurt von Bock und Polach und der Bertha Hirsch. Ab 1931 erfolgte seine Ausbildung bei der Hamburger Polizei. 1935 wurde er Polizeileutnant bei der Hamburger Landespolizei und zugleich als Leutnant von der Wehrmacht übernommen. 1936 wurde er Oberleutnant. Er war vor und im Zweiten Weltkrieg zunächst Kompanieführer, dann 1940 Hauptmann und nach einer Generalstabsausbildung 1942 Major i. G. sowie Generalstabsoffizier (Ia) in verschiedenen Divisionen.
1943 war er Oberstleutnant i. G. im Truppengeneralstab. Am 1. September 1943 wurde er zum Oberst i. G. befördert. Von Oktober 1944 bis Februar 1945 diente er als Angehöriger der Waffen-SS in der Division „Nordland“ und stand bei Kriegsende im April 1945 im Rang eines SS-Standartenführers.
Nach seiner Entlassung aus dem Kriegsgefangenenlager schlug er sich ab 1946 beruflich in der Landwirtschaft, dann als Versicherungsvertreter und danach mit Tätigkeiten für einen Verlag in Hannover durch. Von 1945 bis 1951 leitete ein Chef der Polizei die Polizei in Bremen. 1951 erfolgte die Zusammenlegung von Ordnungs-, Kriminal- und Verwaltungspolizei (Stadtamt). Von Bock und Polach – seit den 1950er Jahren Mitglied in der SPD – wurde im Mai 1951 Nachfolger des Leitenden Polizeidirektors Franz Noch (SPD) mit der neuen Amtsbezeichnung Polizeipräsident. Trotz seiner Mitgliedschaft in der SPD wurde seine Amtsführung von verschiedenen Seiten mehrfach kritisiert. Um 1954/55 war er Mitglied des Sicherheitsausschusses beim Bundesvorstand der SPD unter Vorsitz von Fritz Erler.
1960 hatte er Schwierigkeiten wegen einer vermeintlichen Annahme von Leihwagen der Firma Mercedes-Benz. Er musste vom März 1960 bis zum Oktober 1961 seine Amtsgeschäfte ruhen lassen. 1960 wurde er in einem Bestechlichkeitsprozess freigesprochen, jedoch in einem Disziplinarverfahren zu einer dreijährigen Gehaltskürzung verurteilt.
1968 stand sein Verhalten bei den Bremer Straßenbahnunruhen vom 15. bis zum 22. Januar unter Kritik und scharfem Protest. Was als friedliche Schülerdemonstration gegen eine Preiserhöhung der Straßenbahn von 60 auf 70 Pfennig begann, eskalierte nach roher Polizeigewalt zu einem Massenaufstand. Am 17. Januar nahmen in den Nachmittagsstunden 3000 bis 5000 Demonstranten teil. Die Polizei sollte den Platz Domsheide räumen und die Besetzung der Straßenbahngleise beenden. Bock und Polach gab die Devise aus: „Draufhauen, draufhauen, nachsetzen!“ Die Gewalt und die Unruhen eskalierten. Erst nachdem Bürgermeisterin Annemarie Mevissen (SPD) Kompromissbereitschaft in einer Rede auf der Domsheide angekündigt hatte, konnte Tage darauf der Schülerprotest friedlich und ohne Erhöhung der Fahrpreise beigelegt werden. Der Unabhängige Schülerbund (USB) forderte am 22. Januar 1968 durch Hermann Rademann erfolglos die Absetzung des Polizeipräsidenten.
1971 folgte ein Konflikt mit Senatsdirektor Waldemar Klischies (SPD), damals Stellvertreter des Innensenators Franz Löbert (SPD). Klischies wurde wegen dieser und anderer Angelegenheiten in den Ruhestand versetzt.
1975 wurde gegen Bock und Polach ein Verfahren wegen Geheimnisverrat eröffnet. In einem Rundbrief hatte der konservative Journalist Joachim Siegerist (CDU) Informationen aus einem Mitschnitt eines vertraulichen Telefonats mit Erich von Bock und Polach veröffentlicht und an die örtliche CDU weitergegeben. Siegerist wurde daraufhin aus dem Journalistenverband ausgeschlossen. Von Bock und Polach wurde vom Dienst suspendiert. Durch seinen Austritt aus der SPD kam er einem Parteiausschlussverfahren zuvor. Ein Untersuchungsausschuss der Bremischen Bürgerschaft kam zu keinem eindeutigen Ergebnis. Ende 1975 wurde er jedoch in den einstweiligen Ruhestand versetzt. Die zivilrechtlichen Verfahren in diesem Zusammenhang fanden erst 1977 durch Verfahrenseinstellungen ein Ende. 1976 folgte ihm als Polizeipräsident Ernst Diekmann in das Amt.
Bock und Polachs Sohn Hans-Georg von Bock und Polach (* 1942) war Oberstaatsanwalt, Referent der Justizpressestelle und von 1995 bis 1997 Bremer Staatsrat beim Bremer Innensenator Ralf Borttscheller (CDU).